# Four or Five Times
Four or Five Times ist ein Popsong, den  Byron Gay (Musik) und Marco H. Hellman (Text) verfassten und 1927 veröffentlichten.
Gays Kompositionen wie „Oh!“ (1920), „Horses“ (1926) und vor allem „Four or Five Times“ waren ab den 1920er-Jahren beliebte Nummern bei Hot-Jazz-Musikern; gecovert wurde der Gay-Hellman-Song Four or Five Times ab den späten 1920er-Jahren u. a. von Jack Walsh And His Orchestra (Cameo), Jimmie Noone (Vocalion), McKinney’s Cotton Pickers (Victor), den Chocolate Dandies um Don Redman (OKeh), Irving Mills (Banner); King  Oliver war mit seiner Version des Songs (Brunswick) 1928 zwei Wochen in den Charts und gelangte auf #17.
In den 1930er- und frühen 40er-Jahren nahmen „Four or Five Times“ die Swingbands von Isham Jones, Jimmy Lunceford, Tommy Dorsey, Lionel Hampton, Count Basie, Benny Goodman, Sam Donahue, Lucky Millinder und Woody Herman and His Orchestra auf, ferner Sidney Bechet, Art Hodes und Joe Marsala. In den Nachkriegsjahren wurde der Popsong auch von Rex Stewart, Earl Hines, Bob Wills, George Lewis, Peggy Lee und Ella Fitzgerald interpretiert. Der Diskograf Tom Lord listet im Bereich des Jazz 170 (Stand 2016) Coverversionen.